# Mercy Arms
Pour les articles homonymes, voir Mercy.
Mercy Arms est un groupe de rock indépendant australien, originaire de Sydney. Formé en 2005, il se compose de Thom Moore, Kirin J. Callinan, Ash Moss et Julian Sudek, avant sa séparation en 2009.

## Biographie
Le groupe est formé en 2005 à la rencontre de Thom avec Kirin et Julian qui sont amis d'enfance. Ash Moss joint le groupe peu après. Le groupe joue son premier concert en avril 2005, quelques jours après leur première répétition.
2006 voit le groupe parcourir l'Australie avec The Strokes, enregistrer deux titres avec Dave Sitek de TV on the Radio, et après d'âpres négociations, finalement signer avec Capitol Records aux USA. Cependant, le contrat a la vie courte, et 2007 voit le groupe rompre avec Capitol après sa fusion avec Virgin. Le groupe fait les tournées avec les Pixies, Editors, Cut Copy, Wolf and Cub et the Horrors, et jouent à Sydney et à Gold Coast, pieds à terre du V Festival. Le premier disque du groupe, l'EP Kept Low, est enregistré et sorti en août 2007 à Levity en Australie.
L'album éponyme est sorti en Australie de façon indépendante en août 2008, ils collaborent avec le producteur Tony Cohen, et l'album est mixé à Melbourne avec Tony Espie. Les Mercy Arms sont en froid depuis février 2009 après sa tournée au festival  Big Day Out. C'est avant tout à cause de différents artistiques entre Kirin et Thom. Ils ont tous de nouveaux projets, Kirin et Julian jouent dans Fashion Launchers Rocket Launchers, Kirin se produit aussi en solo comme Kirin J. Callinan, Ash Moss joue de la basse pour le groupe Faker et Thom a un nouveau groupe Canvas Kites.

## Concerts
- 1re partie de The Strokes lors du passage de leur tournée 2006 en Australie
- 1re partie de Cut Copy lors du passage de leur tournée Hearts on Fire 2007 en Australie
- 1re partie de Editors lors du festival Splendour in the Grass en août 2007 en Australie
- 1re partie de The Horrors lors du passage de leur tournée 2007 en Australie
- 1re partie de The Pixies lors de leur concert à Sydney en 2007

## Discographie

### Singles rares
Ces CD sont distribués lors des concerts en mai 2008 au CLUB 77 à Sydney et au POGO à Melbourne.
- Always
- Sacred Heart
- Julie
- Quit Your Fooling